# Powrót taty
Powrót taty – ballada Adama Mickiewicza, która została po raz pierwszy wydana w zbiorze Ballady i romanse w 1822 jako część tomu Poezyj. Ballada została napisana w maju 1820 roku, utwór był krytykowany przez współczesnych Mickiewiczowi jako „zbyt prosty”.
Utwór opowiada o ojcu dzieci, który powraca. Zostaje on napadnięty przez zbójów. Mężczyzna zostaje uratowany przez swoje dzieci, które wznosiły modły do Boga. Szef zbójów rozczulił się tym wydarzeniem i puścił mężczyznę wolno.
Ballada składa się z 21 strof. Każda strofa ma 4 wersy. Utwór jest regularny na przemian 11- i 8-zgłoskowy.